# Glaurocara ghilarovi
Glaurocara ghilarovi är en tvåvingeart som beskrevs av Richter 1988. Glaurocara ghilarovi ingår i släktet Glaurocara och familjen parasitflugor. Inga underarter finns listade i Catalogue of Life.